# Bonner Messe

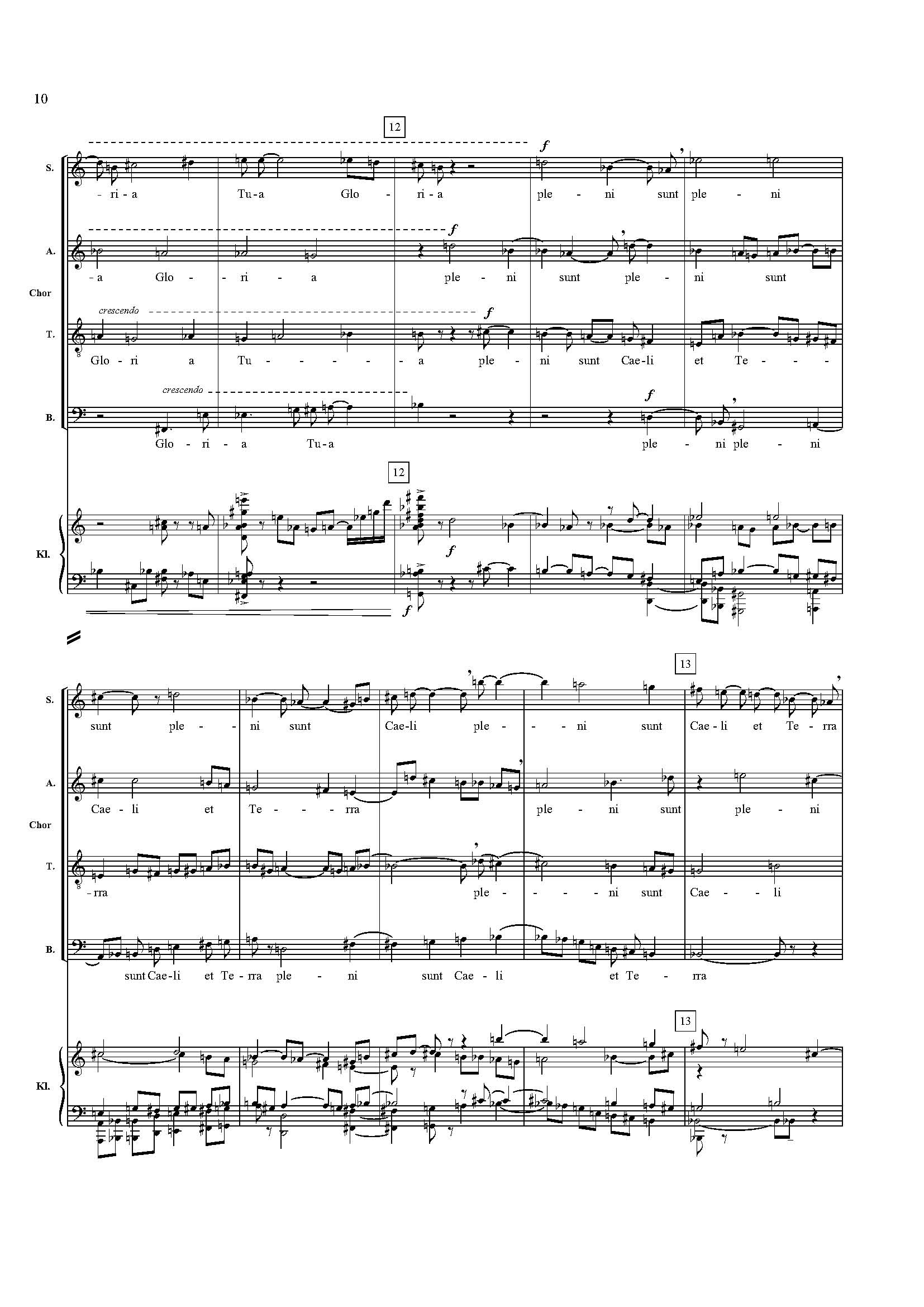
page du "Sanctus"

La Bonner Messe (ou Messe de Bonn) a été composée par Christophe Looten en 2003. Commande du Festival International Beethoven de Bonn et de l'association "Musagètes", la Bonner Messe est composée de trois mouvements.
Le défi proposé au compositeur par les commanditaires était de montrer au public que l'on pouvait toujours écrire de nos jours de la musique sur l'Ordinaire de la messe, tout comme Beethoven l'avait fait avec sa Missa Solemnis.
La Bonner Messe adopte donc le même effectif de la grande messe de Beethoven : 4 solistes, un grand chœur, orgue et orchestre.
L'œuvre a été créée durant une exécution de la Missa Solemnis le 21 septembre 2003 dans la Kreuzkirche de Bonn, le Gloria et le Sanctus de Looten "remplaçant" ceux de Beethoven tandis que la troisième partie de la Bonner Messe, des Litanies étaient chantées en Allemand, ainsi que le veut la tradition dans la région de Bonn.
Le programme du concert était donc le suivant :
- Introït de Beethoven
- Gloria de Looten
- Sanctus de Looten
- Credo chanté en grégorien
- Litanei de Looten
- Agnus Dei de Beethoven

Les interprètes étaient :
- Franziska Hirzel, soprano
- Gerhild Romberger, alto
- Hans Jörg Mammel, ténor
- Reuben Willcox, basse
- Peter Dicke, orgue
- le Chœur du Kölner Bachverein
- le Chœur Philharmonique de la Ville de Bonn
- la Kammerphilharmonie Amadé

Sous la direction de Thomas Neuhoff
La Bonner Messe est dédiée à son commanditaire, Thomas Daniel Schlee (de).